# Rouzbeh Cheshmi
Rouzbeh Cheshmi (en persa: روزبه چشمی‎; Teherán, 24 de julio de 1993) es un futbolista iraní que juega en la demarcación de centrocampista para el Esteghlal F. C. de la Iran Pro League.

## Selección nacional
Tras jugar varios partidos con la selección de fútbol sub-17 de Irán, selección de fútbol sub-20 de Irán y selección de fútbol sub-23 de Irán, finalmente el 31 de agosto de 2017 hizo su debut con la selección absoluta en un encuentro contra Corea del Sur que finalizó con un resultado de empate a cero. Además llegó a disputar dos partidos de la clasificación para la Copa Mundial de Fútbol de 2018.

### Participaciones en Copas del Mundo
| Copa              | Sede  | Resultado      | Partidos | Goles |
| ----------------- | ----- | -------------- | -------- | ----- |
| Copa Mundial 2018 | Rusia | Fase de grupos | 1        | 0     |
| Copa Mundial 2022 | Catar | Fase de grupos | 2        | 1     |

### Goles internacionales
| # | Fecha                   | Lugar                                       | Oponente   | Gol | Resultado | Competición  |
| - | ----------------------- | ------------------------------------------- | ---------- | --- | --------- | ------------ |
| 1 | 19 de mayo de 2018      | Estadio Azadi, Teherán, Irán                | Uzbekistán | 1-0 | 1-0       | Amistoso     |
| 2 | 25 de noviembre de 2022 | Estadio Áhmad bin Ali, Rayán, Catar         | Gales      | 0-1 | 0-2       | Mundial 2022 |
| 3 | 9 de enero de 2024      | Centro de Formación Al-Rayyan, Rayán, Catar | Indonesia  | 2-0 | 5-0       | Amistoso     |

## Clubes
| Club            | País  | Año       | Partidos | Goles |
| --------------- | ----- | --------- | -------- | ----- |
| Saba Qom F. C.  | Irán  | 2013-2015 | 51       | 1     |
| Esteghlal F. C. | Irán  | 2015-2020 | 114      | 5     |
| Umm-Salal S. C. | Catar | 2020-2021 | 24       | 1     |
| Esteghlal F. C. | Irán  | 2021-     | 116      | 5     |

## Palmarés

### Títulos nacionales
| Título            | Club            | País | Año  |
| ----------------- | --------------- | ---- | ---- |
| Copa Hazfi        | Esteghlal F. C. | Irán | 2018 |
| Iran Pro League   | Esteghlal F. C. | Irán | 2022 |
| Supercopa de Irán | Esteghlal F. C. | Irán | 2022 |
| Copa Hazfi        | Esteghlal F. C. | Irán | 2025 |

### Títulos intenacionales
| Título                | Equipo (*) | Sede                    | Año  |
| --------------------- | ---------- | ----------------------- | ---- |
| Copa de Naciones CAFA | Irán       | Kirguistán · Uzbekistán | 2023 |

(*) Incluyendo la selección.